# 自由港站 (丹麦)
自由港站（丹麦语：Frihavnens Station）是丹麦首都哥本哈根的一座已废止的火车站，1895年启用，2000年废止。因位于哥本哈根自由港港区内而得名，车站旁边即是海岸线，使用期间曾为铁路轮渡的终点站。自由港站废止后，大部分原有设施被拆除，但主楼保留至今。自由港站主楼采用民族浪漫建筑风格，建筑结构为木架结构。

## 历史
自由港站于1894年开工，1895年启用，初始建筑的总设计师是海因里克·文克。1900年，自由港站进行了改建，总设计师仍是海因里克·文克。哥本哈根↔马尔默的铁路轮渡1894年—1974年间的终点站即位于自由港站。哥本哈根↔赫尔辛堡的铁路轮渡1986年—2000年间的终点站同样位于自由港站。自由港站于2000年停用。2002年，自由港站的大部分设施被拆除，但车站主楼保留至今。2005年，自由港站原址改建为美洲广场。

## 图片集

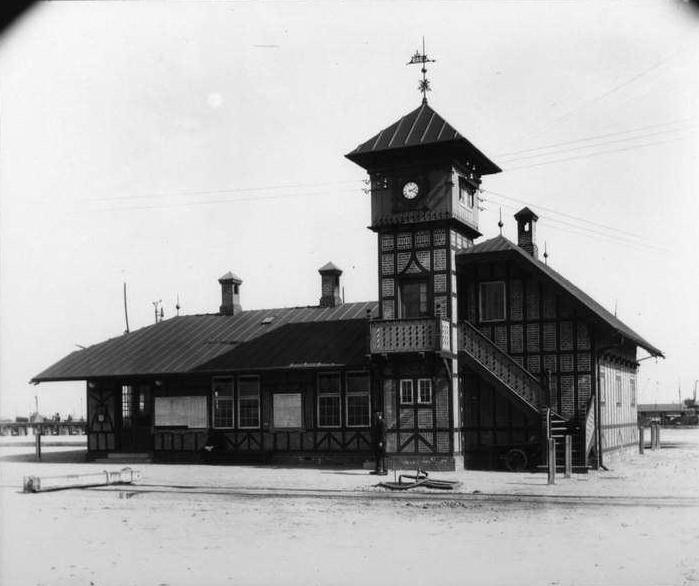
早期自由港站，拍摄于1896年至1897年间
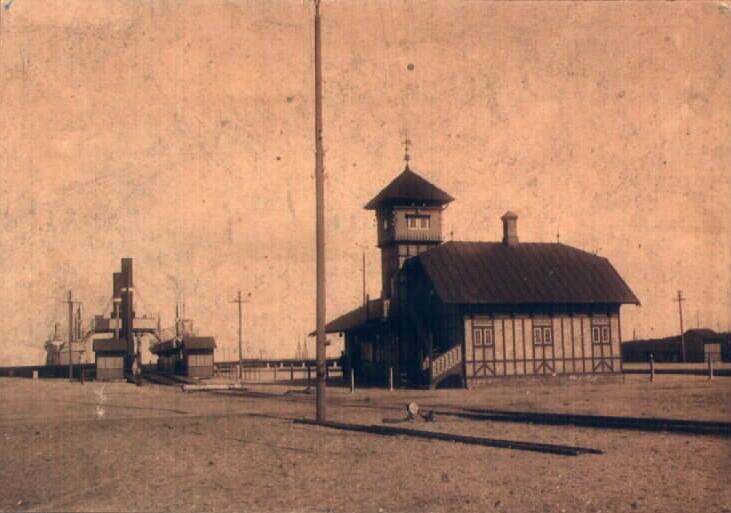
1900年前后的自由港站
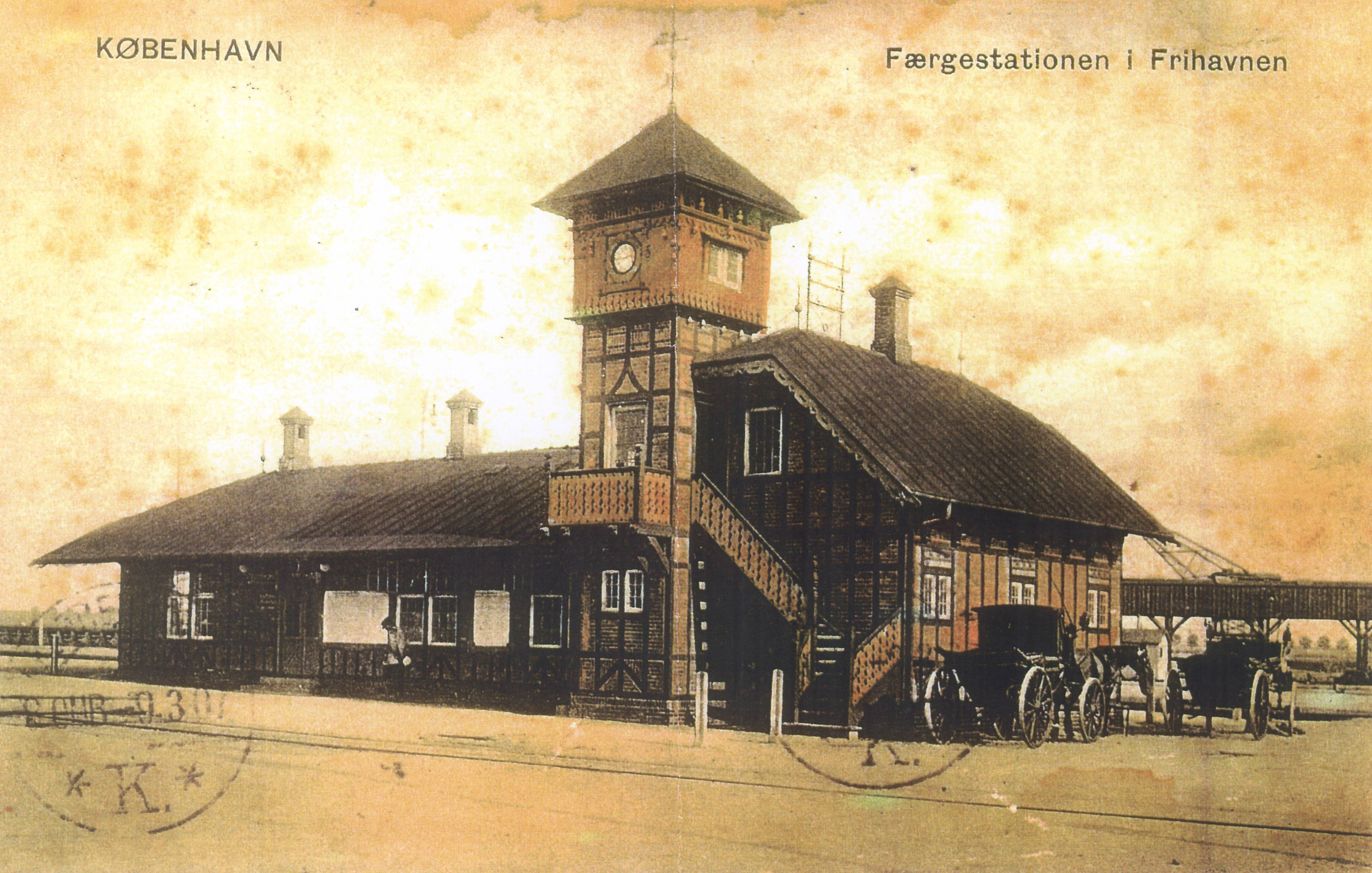
老明信片上的自由港站（1900年前后）
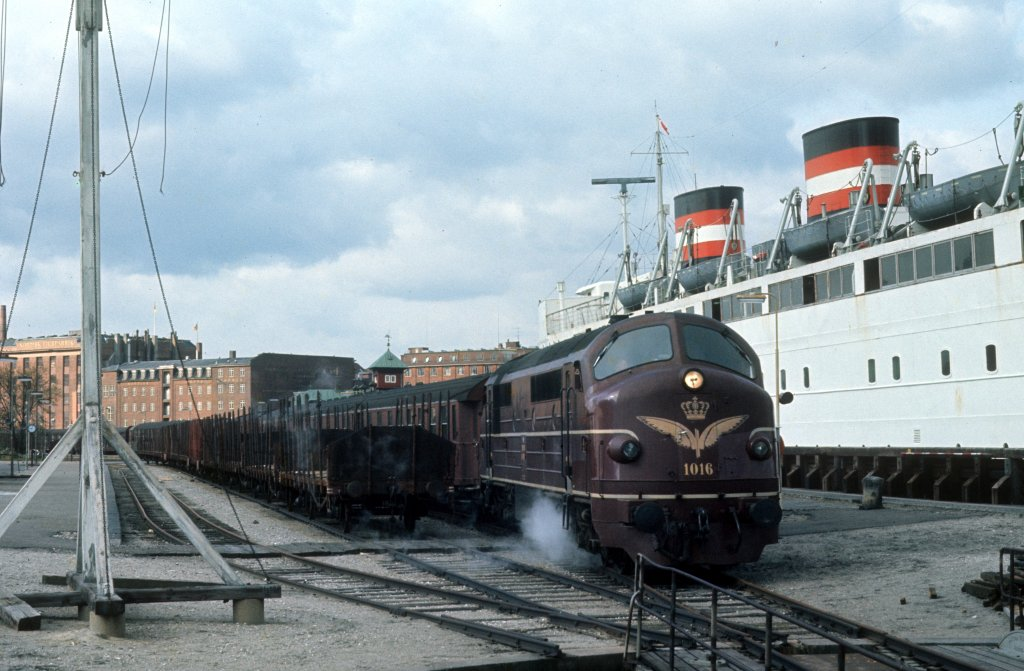
1973年4月27日时的自由港站
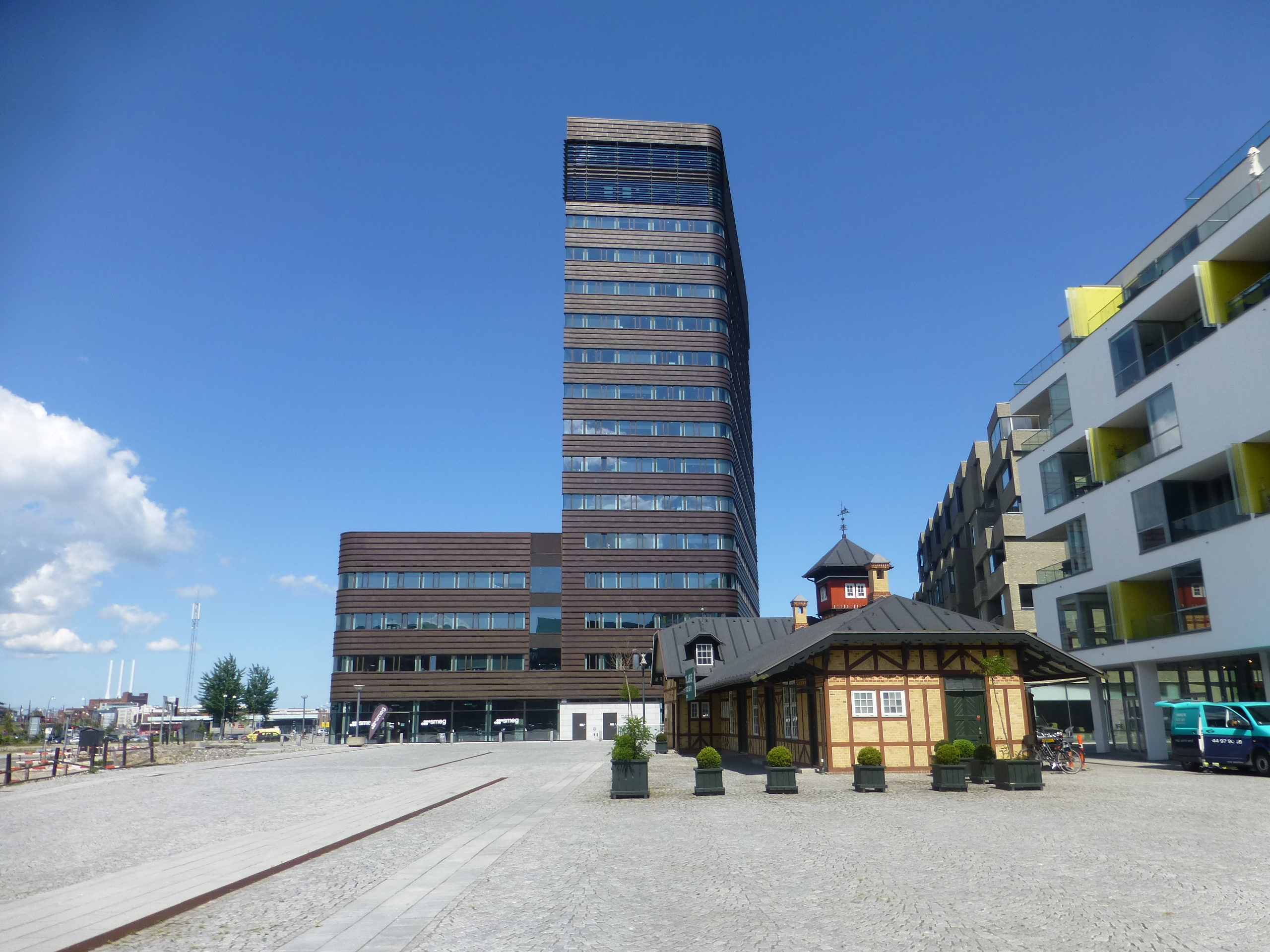
改建为美洲广场（丹麥語：Amerika Plads）后的自由港站（2013年拍摄）